# Wormaldia quadrata
Wormaldia quadrata là một loài Trichoptera trong họ Philopotamidae. Chúng phân bố ở miền Cổ bắc.